# 格林德河
51°27′39.9″N 8°51′7.1″E / 51.461083°N 8.851972°E

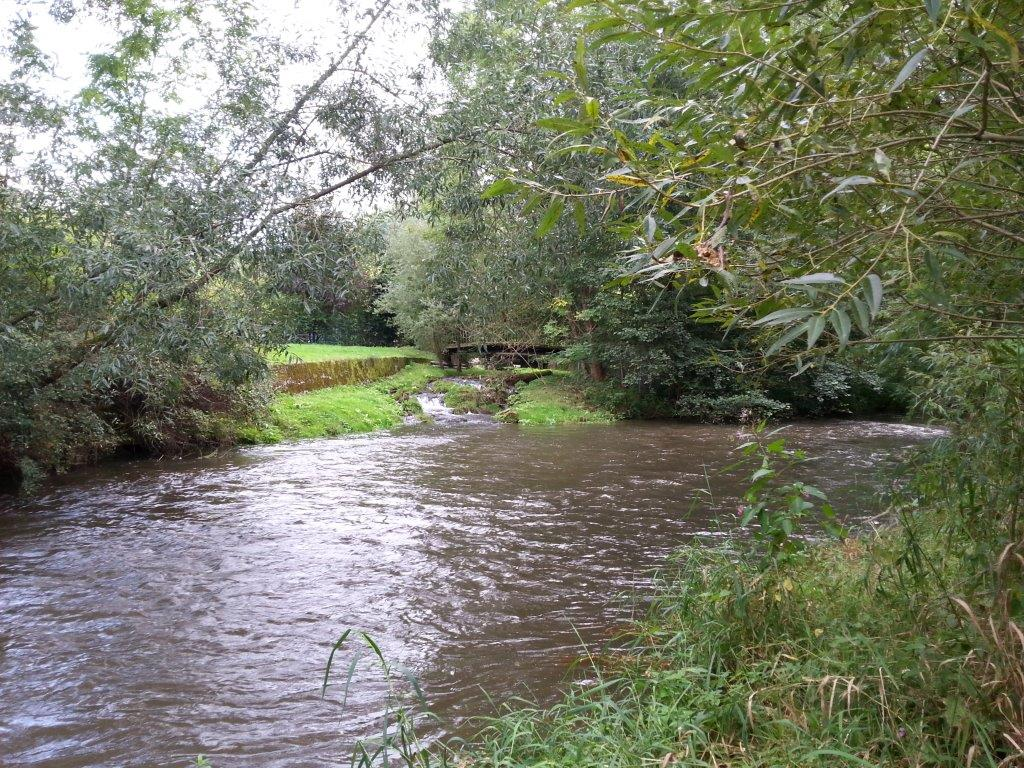
格林德河

格林德河（德語：Glinde），是德國的河流，位於該國西部，流經北萊茵-威斯特法倫州，屬於迪默爾河的右支流，河道全長8.3公里，流域面積35.3平方公里。